# ヘクター・ゲレロ
ヘクター・ゲレロ（Hector Guerrero、本名：Héctor Manuel Guerrero Llanes、1954年10月1日 - ）は、メキシコシティ出身の元プロレスラー。生年は1957年ともされていた。
メキシコおよびアメリカ合衆国で活躍した名門ゲレロ・ファミリーの一員。父のゴリー・ゲレロ、兄のチャボ・ゲレロ・シニアとマンド・ゲレロ、弟のエディ・ゲレロ、甥のチャボ・ゲレロ・ジュニア、姪のシャウル・ゲレロもプロレスラーである。

## 来歴
少年時代にファミリーでアメリカ合衆国のテキサス州エルパソに移住し、テキサス大学エルパソ校に進学して体育の学士号を取得。1973年にメキシコでプロレスラーとしてデビューした後、1970年代後半より兄のチャボ・ゲレロも主戦場としていたカリフォルニア州ロサンゼルスのNWAハリウッド・レスリングにて活動する。
1978年1月13日、チャボと組んでブラック・ゴールドマン&エル・ゴリアスからNWAアメリカス・タッグ王座を奪取。同年2月10日にはマスクド・カナディアンを破りNWAアメリカス・ヘビー級王座を獲得。1978年1月13日に開催された同地区のニューイヤー恒例のバトルロイヤルでは、チャボ、カナディアン、アンドレ・ザ・ジャイアント、藤波辰巳、ロン・バス、ディーン・ホー、ビクター・リベラ、ムーンドッグ・メイン、ヒロ・オオタ、ブッチャー・ブラニガン、ドミニク・デヌーチなどの参加選手を抑え優勝を飾っている。
1979年1月、新日本プロレスに初来日。ボブ・ループ、ジョニー・パワーズ、クルト・フォン・ヘスなどのベテラン勢に混じって、藤波を相手に好勝負を繰り広げた。以降、テネシー、オクラホマ、フロリダなど南部を転戦しつつ、プロレス人気が下火となっていたロサンゼルスにも継続的に出場を続け、1982年7月9日にはマンド・ゲレロと組んでミスター・トヨ&ミスター・ゴーの日本人コンビを破り、アメリカス・タッグ王座への6度目の戴冠を果たした。
1983年4月には全日本プロレスに初登場し、4月20日に東京都体育館にて、大仁田厚が保持していたNWAインターナショナル・ジュニアヘビー級王座に挑戦。ハーリー・レイスのパートナーとなって鶴龍コンビ（ジャンボ鶴田&天龍源一郎）やジャイアント馬場&阿修羅・原とも対戦した。

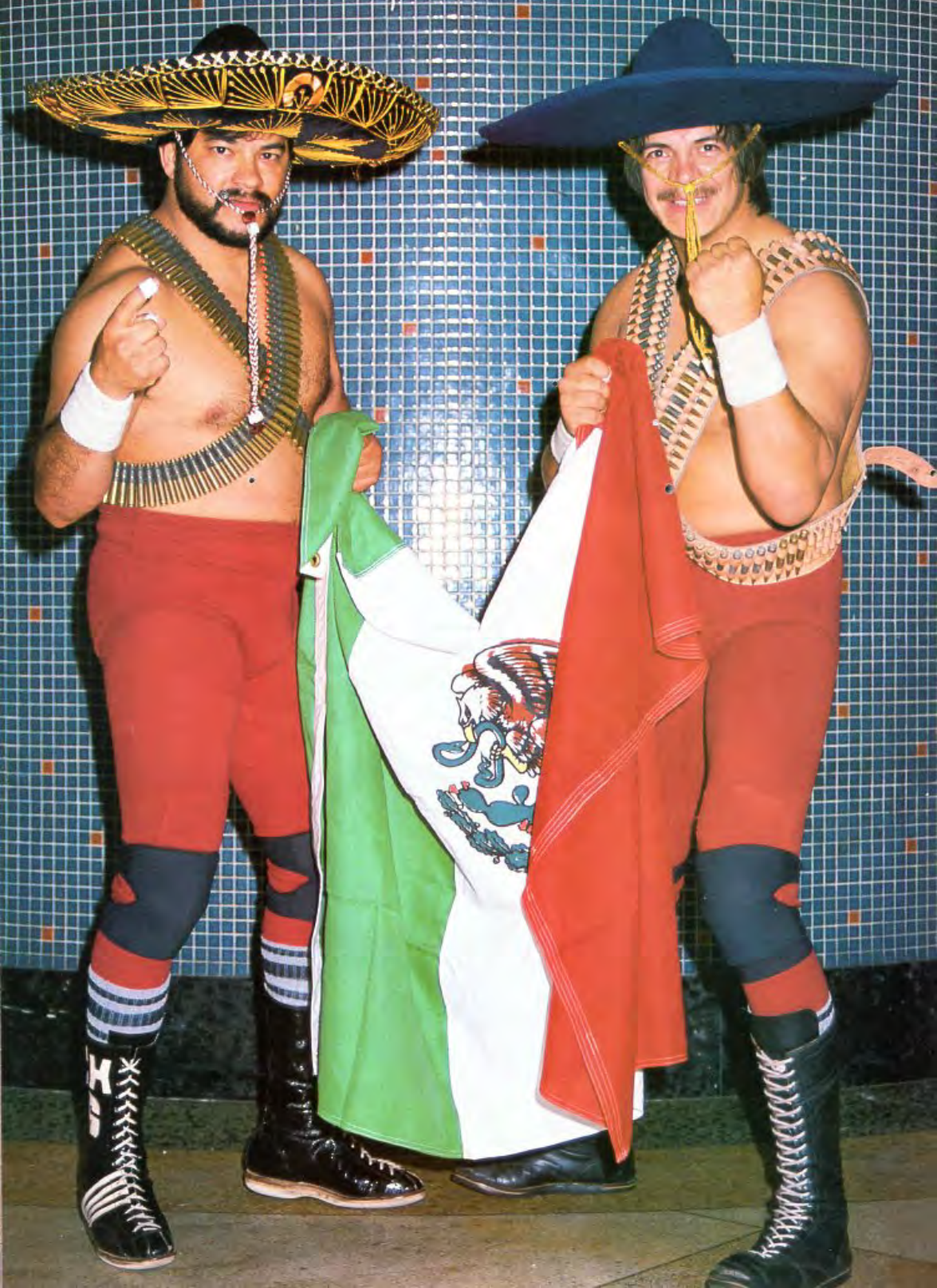
チャボ・ゲレロ（左）とのロス・ゲレロス（1984年）

1984年7月13日、ロサンゼルスにて空位となっていたNWA世界ジュニアヘビー級王座の新王者に認定され、翌日の14日にはフロリダにてチャボとのコンビでバリー・ウインダム&マイク・ロトンドからUSタッグ王座を奪取した。8月にはチャボと共に全日本プロレスに再来日して、世界最強ジュニアタッグリーグ戦に出場。マイティ井上&グラン浜田、大仁田&渕正伸、マジック・ドラゴン&ウルトラセブン、フィッシュマン&ベビー・フェイスと対戦し、井上&浜田と決勝を争った。アメリカでは以後もフロリダで活動し、1985年8月28日にはジェシー・バーを下してNWAフロリダ・ヘビー級王座を獲得した

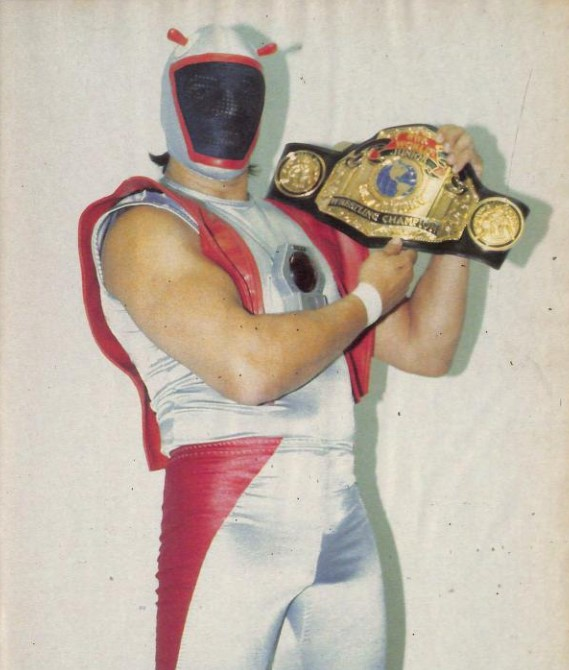
レーザートロン（1987年）

1986年よりジム・クロケット・ジュニアの運営するNWAミッドアトランティック地区に参戦し、同じメキシコ系のマニー・フェルナンデスとのタッグチームを経て、レーザートロン（Lazer-Tron）なる覆面レスラーに変身。空中技を主体とした試合スタイルで子供の観客からの支持を集め、1987年3月7日にはNWA世界ジュニアヘビー級王座に再び戴冠。同じく子供に人気のあったジミー・バリアントともタッグを組み、ミッドカード戦線で活躍した。NWA離脱後は素顔に戻り、1987年10月19日にテネシー州メンフィスにて、ドクター・D（カール・コバック）をパートナーにジェリー・ローラー&ビル・ダンディーからAWA世界タッグ王座を奪取している。
その後1990年11月22日、七面鳥の着ぐるみをまとったゴブリディ・グッカー（Gobbledy Gooker）に扮してWWFの『サバイバー・シリーズ1990』に登場。当日はミーン・ジーン・オーカーランドとダンスを踊ったが試合には出場せず、ココ・B・ウェアやザ・ブッシュワッカーズとのプロモーション・クリップも製作されたものの、以降登場することはなかった（このキャラクターは、プロレス史上に残るワースト・ギミックとされている）。
セミリタイア後の1990年代はエルパソのハイスクールでレスリングのコーチに携わりつつ、各団体に単発的に出場。1995年はECWにて2・コールド・スコーピオのTV王座に挑戦。1997年7月にはWCWに登場し、弟のエディ・ゲレロやディーン・マレンコと対戦した。1998年5月22日には、エディとのコンビでノースカロライナのインディー団体PWFのタッグ王座を獲得している。
2001年はWWFでゴブリディ・グッカーのギミックを10年ぶりに復活させ、4月1日開催の『レッスルマニアX-Seven』で行われたギミック・バトルロイヤルに出場。2005年11月13日に死去したエディ・ゲレロが2006年のWWE殿堂に迎えられた際も、チャボやマンドと共に式典に出席した。

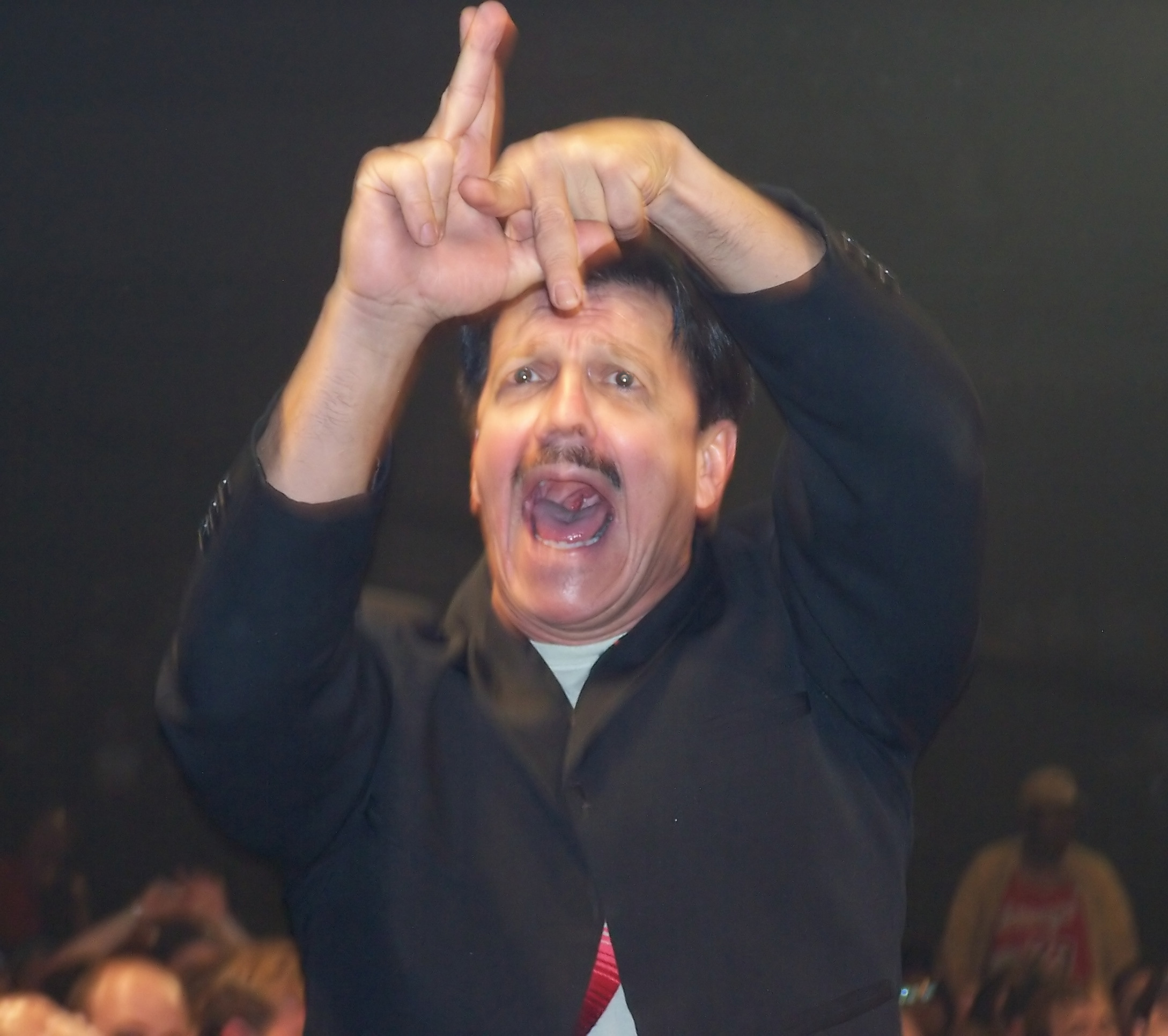
TNA Hard Justice（2008年）

2007年3月、スペイン語のカラー・コメンテーター兼任のロード・エージェントとしてTNAと契約。2008年5月からはホミサイド&ヘルナンデスのラテン・アメリカン・エクスチェンジ（LAX）のマネージャーとなり、チーム3Dやビアマネー・インクとの抗争を指揮した。同年9月25日の『TNAインパクト』にてLAXがビアマネー・インクに敗れ、マネージャーの資格を失ってからはコメンテーターに復帰。以降、2015年4月末までTNAに在籍していた。

## 得意技
- バタフライ・スープレックス
- ローリング・ゲレロ・クレイドル
- トペ・スイシーダ
- フライング・クロス・ボディ
- ドロップキック
- スリー・アミーゴス

## 獲得タイトル
ナショナル・レスリング・アライアンス
- NWA世界ジュニアヘビー級王座：2回[12]

NWAハリウッド・レスリング
- NWAアメリカス・ヘビー王座：2回[8]
- NWAアメリカス・タッグ王座：6回（w / チャボ・ゲレロ、ブラック・ゴールドマン、バリー・オートン、マンド・ゲレロ×3）[7]

NWAトライステート
- NWAトライステート・タッグ王座：1回（w / ロン・セクストン）[23]

チャンピオンシップ・レスリング・フロム・フロリダ
- NWAフロリダ・ヘビー級王座：1回[15]
- NWAフロリダ・ジュニアヘビー級王座：1回[24]
- NWA USタッグ王座（フロリダ版）：1回（w / チャボ・ゲレロ）[13]

コンチネンタル・レスリング・アソシエーション
- AWA南部タッグ王座：1回（w / スティーブ・リーガル）[25]

アメリカン・レスリング・アソシエーション
- AWA世界タッグ王座：1回（w / ドクター・D）[18]

プロレスリング・フェデレーション
- PWFタッグ王座：1回（w / エディ・ゲレロ）